# Nazionale olimpica di calcio del Ghana
La nazionale olimpica ghanese di calcio è la rappresentativa calcistica del Ghana che rappresenta l'omonimo stato ai giochi olimpici

## Statistiche dettagliate sui tornei internazionali

### Giochi olimpici
| Anno | Luogo             | Piazzamento      | V | N | P | Gol  |
| ---- | ----------------- | ---------------- | - | - | - | ---- |
| 1952 | Helsinki          | Non partecipante | - | - | - | -    |
| 1956 | Melbourne         | Non partecipante | - | - | - | -    |
| 1960 | Roma              | Non qualificata  | - | - | - | -    |
| 1964 | Tokyo             | Quarti di finale | 1 | 1 | 1 | 5:8  |
| 1968 | Città del Messico | Primo turno      | 0 | 2 | 1 | 6:8  |
| 1972 | Monaco di Baviera | Primo turno      | 0 | 0 | 3 | 1:11 |
| 1976 | Montréal          | Ritirata         | - | - | - | -    |
| 1980 | Mosca             | Ritirata         | - | - | - | -    |
| 1984 | Los Angeles       | Non qualificata  | - | - | - | -    |
| 1988 | Seul              | Non qualificata  | - | - | - | -    |
| 1992 | Barcellona        | Bronzo           | 3 | 2 | 1 | 9:6  |
| 1996 | Atlanta           | Quarti di finale | 1 | 1 | 2 | 6:8  |
| 2000 | Sydney            | Non qualificata  | - | - | - | -    |
| 2004 | Atene             | Primo turno      | 1 | 1 | 1 | 4:4  |
| 2008 | Pechino           | Non qualificata  | - | - | - | -    |
| 2012 | Londra            | Non qualificata  | - | - | - | -    |
| 2016 | Rio de Janeiro    | Non qualificata  | - | - | - | -    |
| 2020 | Tokyo             | Non qualificata  | - | - | - | -    |

## Tutte le rose

### Giochi olimpici
Calcio ai Giochi Olimpici Estivi 19641 Dodoo Ankrah, 2 S. Acquah, 3 Oblitey, 4 Acheampong, 5 Addo Odametey, 6 Nkansah, 7 Kofi, 8 Mfum, 9 Aggrey-Fynn, 10 E. Acquah, 11 Pare, 12 Gibirine, 13 Laryea, 14 Atta, 15 Ofori, 16 Okai, 17 Agyemang-Gyau, 18 Salisu, 19 Anoi, 20 Odoi, 21 Adjei, CT: Gyamfi
Calcio ai Giochi Olimpici Estivi 19681 Mensah, 2 Boateng, 3 Kusi, 4 Eshun, 5 Addo Odametey, 6 Sunday, 7 Kofi, 8 Attuquayefio, 9 Alhassan, 10 Amosa, 11 Stevens, 12 Abukari, 13 Bortey Naawu, 14 Wilson, 15 Jabir, 16 Acquah, 17 Kpakpo, 18 Foley, 19 Botchway, CT: Marotzke
Calcio ai Giochi Olimpici Estivi 19721 France, 2 Armah, 3 Acquah, 4 Mingle, 5 Eshun, 6 Sunday, 7 Essuman, 8 Lamptey, 9 Abukari, 10 J. Sam, 11 Jabir, 12 Boye, 13 Y. Sam, 14 Odame, 15 Owusu, 16 Ghartey, 17 Kofi, 18 Mensah, 19 Derchie, CT: Gyamfi
Calcio ai Giochi olimpici estivi 19921 Mensah, 2 Amankwah, 3 Asare, 4 Gargo, 5 Acheampong, 6 Nyarko, 7 Rahman, 8 Lamptey, 9 Ayew, 10 Quaye, 11 Kumah, 12 Kuffour, 13 Adjei, 14 Kalilu, 15 Aryee, 16 Addo, 17 Konadu, 18 Preko, 19 Amadu, 20 Dossey, CT: Arday
Calcio ai Giochi olimpici estivi 19961 Kingson, 2 Nettey, 3 Welbeck, 4 Baidoo, 5 J. Addo, 6 Dodoo, 7 S. Kuffour, 8 Yahaya, 9 Ahinful, 10 Akonnor, 11 Duah, 12 Aboagye, 13 Kennedy, 14 Ebenezer, 15 Saba, 16 S. Addo, 17 E. Kuffour, 18 Amoako, CT: Arday
Calcio ai Giochi Olimpici Estivi 20041 Owu, 2 Lamine, 3 B. Gyan, 4 Osei, 5 Mensah, 6 Pappoe, 7 Yahuza, 8 Taylor, 9 Poku, 10 Appiah, 11 Villars, 12 A. Gyan, 13 Pimpong, 14 Paintsil, 15 Coleman, 16 Tiero, 17 Chibsah, 18 Alhassan, CT: Barreto